# Възнесение Господне (Бутан)
„Възнесение Господне/Христово“ или „Свети Спас“ е православен храм в козлодуйското село Бутан, България, част от Врачанската епархия на Българската патриаршия.

## История
Бутанската енория е основана в 1860 година, когато е ръкоположен за свещеник Иван Вълков – преселник от село Камено поле. Дотогава селото е обслужвано в религиозно отношение от свещениците на Сърбеница. Църквата е съградена десет години по-късно. Завършена е в 1871 година и е осветена на Спасовден от оряховския протосингел Алипий. Сградата не е имала ферман, съответно е скромна правоъгълна постройка с керемиден покрив, като е помещавала и училище. Долният етаж е бил от камък, а горният – от дървен плет, облепен и варосан. Бутанчани закупуват и малка камбана, тежаща 250 kg, от Русия.
В 1894 година в църквата работят дебърските майстори Велко Илиев и Григор Петров. В 1922 година след построяването на паметника на загиналите във войната в селото остават 13 000 лева и с тях е закупена още една камбана.
В 1998 година е извършен основен ремонт и реставрация на църквата по проект на Владимир Цветков от катедра „Иконопис” на Художествената академия в София. В 2005 година е построена нова камбанария с три камбани със средства от правителството. Цялостната реставрация е дело на художника Владимир Цветков. Реставрираната църква е открита от митрополит Калиник Врачански.
- Икони и стенописи
- „Свети Николай спасява три девици“
- „Св. св. Кирил и Методий“
- „Христос Вседържител“
- „Възнесение Христово“
- „Свети Йоан Кръстител“
- „Свети Йоан Богослов“
- „Света Богородица“
- „Свети Николай“
- „Архидякон Стефан“
- „Иисус Христос“